# Puli
Chó Puli là loài chó chăn cừu có xuất xứ từ Hungary với loại lông xù bờm và màu sắc đen, xám, tương đồng như loại chó Komondor. Chúng có chiều cao- 40,5– 45 cm, trọng lượng 12,9–15 kg, chúng thuộc loại chó làm việc và chó săn, có bản tính trung thành, thông minh. Giống chó Puli nổi tiếng với bộ lông dài, cuộn thành từng lọn.
Tên của nó gọi theo tiếng Hung là Puli How có nghĩa là "tiêu diệt bọn Hung". Tên này là do các chiến binh của bộ lạc Magyar là những kẻ xâm lược Hung đến từ phương đông cách đây 1000 năm. Tại Hung, tên của giống này gọi ở số nhiều là Pulix, nhưng ở một vài nơi lại gọi chúng là Pulik.

## Đặc điểm
Loài chó Puli độc đáo ở những cuộn lông tự nhiên bện chặt vào nhau khiến chú chó trông như một chiếc chổi lau nhà. Các cuộn lông sẽ cứ mọc dài chạm đất nếu chủ nuôi không cắt. Tuy nhiên chính những chùm lông dày đó lại giúp nó không bị ướt và giảm đau khi bị va đập. Những con chó rất thông minh và hoạt bát này có thể được huấn luyện để chăn cừu. Ở Hungary khoảng một nghìn năm trước đây, giá một con Puli có thể tương đương một năm thu nhập của một người chăn cừu. Các nhà khoa học hiện chưa biết loài chó Puli có nguồn gốc từ đâu. Có chứng cứ khẳng định loài chó này đã trên 6000 năm tuổi.
Nhìn bộ lông của giống puli xù lên, người ta có thể lầm tưởng rằng có bàn tay thủ công xen vào, nhưng thật ra nó hoàn toàn là do tự nhiên. Giống Puli có nguồn gốc ở Hunggari, Họ mang theo cuộc viễn chinh cả đàn gia súc của mình, trong đó có tổ tiên của con Puli ngày nay. Chúng là giống chó chăn súc vật nguyên thủy được dùng để chăn cừu. Bộ lông truyền thống của chó Puli màu đen, tuy nhiên vẫn còn có sắc lông màu xám. Mặc dù bộ lông chúng bù xù, rối rắm, nhưng cũng cần chú ý coi sóc đến nó. Sợi lông của chó Pulli Bắc Mỹ và châu Âu mảnh hơn lông chó Puli ở Hung.
Cần phải chải chúng cẩn thận bằng tay, phải dùng cách chải lông riêng biệt để duy trì nét đặc thù của chó Puli. Chỉ vào cuối đệ nhị thế chiến, chó Puli mới được các nước khác biết đến. Thỉnh thoảng tại Hoa Kỳ, có thể thấy được những bộ lông chó Puli được trang trí theo kiểu Mỹ da đan xoăn tít. Dầu vậy, kiểu lông xoăn dây thừng, vẫn là kiểu lông đặc thù của nó. Chúng luôn chứng tỏ được là con vật bầu bạn với người rất khôn ngoan và trung thành: Đó là những ưu điểm mà chúng thừa hưởng được của tổ tiên, chúng là những con chó làm việc ở ngoài trời.